# ويليام ديوك
ويليام ديوك (بالإنجليزية: William Duke)‏ هو رياضياتي أمريكي، ولد في 1958.